# Камуј (Порторико)
Камуј (шп. Camuy) је општина у америчкој острвској територији Порторико, острвској држави Кариба.

## Демографија
По попису из 2010. године број становника је 35.159, што је 85 (-0,2%) становника мање него 2000. године.
| Група             | 2000.          | 2010.          |
| Белци             | 240 (0,7%)     | 176 (0,5%)     |
| Афроамериканци    | 797 (2,3%)     | 1.452 (4,1%)   |
| Азијати           | 75 (0,2%)      | 35 (0,1%)      |
| Хиспаноамериканци | 34.967 (99,2%) | 34.950 (99,4%) |
| Укупно            | 35.244         | 35.159         |